# Tinodes siskiyou
Tinodes siskiyou là một loài Trichoptera trong họ Psychomyiidae. Chúng phân bố ở miền Tân bắc.